# Mamadou Fofana
Mamadou Fofana (Bamako, 21 de enero de 1998), conocido como Nojo, es un futbolista maliense. Juega de defensa y su equipo es el New England Revolution de la Major League Soccer. Es internacional absoluto con la selección de Malí desde el año 2017.

## Trayectoria
Fue transferido al Alanyaspor turco en 2016 proveniente del Stade Malien. Fofana debutó profesionalmente el 14 de enero de 2017 en la derrota por 2-3 ante el Çaykur Rizespor en la Superliga de Turquía.
El 5 de julio de 2018 fichó por el F. C. Metz de la Ligue 2. En su primer año el equipo logró el ascenso a Ligue 1 y, tras dos temporadas en la máxima categoría, en agosto de 2021 se marchó al Amiens S. C. Dejó el club a finales de 2024 para irse al New England Revolution.

## Selección nacional
Fue internacional en categorías inferiores con Malí y disputó la Copa Mundial de Fútbol Sub-17 de 2015 y la Copa Africana de Naciones Sub-20 2017.
Debutó con la selección absoluta de Malí el 6 de octubre de 2017 contra Costa de Marfil para la clasificación para la Copa Mundial de Fútbol de 2018.

## Estadísticas
Actualizado al último partido disputado el 26 de junio de 2025.
| Club                                                                                         | Div.          | Temporada     | Liga  | Liga  | Copas nacionales(1) | Copas nacionales(1) | Copas internacionales(2) | Copas internacionales(2) | Total | Total |
| Club                                                                                         | Div.          | Temporada     | Part. | Goles | Part.               | Goles               | Part.                    | Goles                    | Part. | Goles |
| -------------------------------------------------------------------------------------------- | ------------- | ------------- | ----- | ----- | ------------------- | ------------------- | ------------------------ | ------------------------ | ----- | ----- |
| Bandırmaspor Turquía                                                                         | 2.ª           | 2016-17       | 10    | 0     | —                   | —                   | —                        | —                        | 10    | 0     |
| Bandırmaspor Turquía                                                                         | Total club    | Total club    | 10    | 0     | 0                   | 0                   | 0                        | 0                        | 10    | 0     |
| Alanyaspor Turquía                                                                           | 1.ª           | 2016-17       | 1     | 0     | —                   | —                   | —                        | —                        | 1     | 0     |
| Alanyaspor Turquía                                                                           | 1.ª           | 2017-18       | 24    | 0     | 2                   | 0                   | —                        | —                        | 26    | 0     |
| Alanyaspor Turquía                                                                           | Total club    | Total club    | 25    | 0     | 2                   | 0                   | 0                        | 0                        | 27    | 0     |
| F. C. Metz Francia                                                                           | 2.ª           | 2018-19       | 32    | 0     | 7                   | 0                   | —                        | —                        | 39    | 0     |
| F. C. Metz Francia                                                                           | 1.ª           | 2019-20       | 20    | 0     | 1                   | 0                   | —                        | —                        | 21    | 0     |
| F. C. Metz Francia                                                                           | 1.ª           | 2020-21       | 16    | 0     | 3                   | 0                   | —                        | —                        | 19    | 0     |
| F. C. Metz Francia                                                                           | 1.ª           | 2021-22       | 1     | 0     | —                   | —                   | —                        | —                        | 1     | 0     |
| F. C. Metz Francia                                                                           | Total club    | Total club    | 69    | 0     | 11                  | 0                   | 0                        | 0                        | 80    | 0     |
| Amiens S. C. Francia                                                                         | 2.ª           | 2021-22       | 32    | 0     | 4                   | 0                   | —                        | —                        | 36    | 0     |
| Amiens S. C. Francia                                                                         | 2.ª           | 2022-23       | 35    | 0     | 2                   | 1                   | —                        | —                        | 37    | 1     |
| Amiens S. C. Francia                                                                         | 2.ª           | 2023-24       | 33    | 0     | 1                   | 0                   | —                        | —                        | 34    | 0     |
| Amiens S. C. Francia                                                                         | 2.ª           | 2024-25       | 14    | 0     | 0                   | 0                   | —                        | —                        | 14    | 0     |
| Amiens S. C. Francia                                                                         | Total club    | Total club    | 114   | 0     | 7                   | 1                   | 0                        | 0                        | 121   | 1     |
| New England Revolution Estados Unidos                                                        | 1.ª           | 2025          | 17    | 0     | 0                   | 0                   | —                        | —                        | 17    | 0     |
| New England Revolution Estados Unidos                                                        | Total club    | Total club    | 17    | 0     | 0                   | 0                   | 0                        | 0                        | 17    | 0     |
| Total carrera                                                                                | Total carrera | Total carrera | 235   | 0     | 20                  | 1                   | 0                        | 0                        | 255   | 1     |
| (1) Incluye datos de la Copa de Turquía, la Copa de Francia y la Copa de la Liga de Francia. |               |               |       |       |                     |                     |                          |                          |       |       |

## Palmarés

### Títulos nacionales
| Título  | Club       | País    | Año     |
| ------- | ---------- | ------- | ------- |
| Ligue 2 | F. C. Metz | Francia | 2018-19 |